# Metropolitana di Ningbo
La metropolitana di Ningbo è la rete di ferrovia metropolitana che serve la città cinese di Ningbo. Attualmente conta 5 linee per circa 185 km di percorso.
Inaugurata il 30 maggio 2014, conta 127 stazioni.

## Dati
| Linea   | Capolinea (Distretto)                 | Capolinea (Distretto)        | Apertura | Ultima estens. | Lunghezza | Stazioni |
| ------- | ------------------------------------- | ---------------------------- | -------- | -------------- | --------- | -------- |
| Linea 1 | Gaoqiao West (Haishu)                 | Donghuan South Road (Beilun) | 2014     | 2016           | 46,2      | 29       |
| Linea 2 | Lishe International Airport (Yinzhou) | Qingshuipu (Zhenhai)         | 2015     | —              | 28,4      | 22       |